# Solidarność Walcząca
Solidarność Walcząca – polska antykomunistyczna organizacja podziemna założona we Wrocławiu w czerwcu 1982 przez Kornela Morawieckiego.

## Charakterystyka
Była jedną z niepodległościowych organizacji niezależnych, wywodzących się z NSZZ „Solidarność”, powstałych w konsekwencji delegalizacji „Solidarności” przez komunistyczne władze PRL oraz wprowadzenia stanu wojennego.
Głównym celem SW było całkowite odsunięcie od władzy komunistów i przywrócenie Polsce suwerenności. Działalność podziemna Solidarności Walczącej to przede wszystkim szerokie propagowanie idei wolności, zwalczanie propagandy komunistycznej oraz przywrócenie w obiegu społecznym prawdziwych informacji historycznych. Realizowano to poprzez budowę silnej, wolnej od cenzury struktury wydawniczej. Solidarność Walcząca organizowała masowe demonstracje uliczne.
Oryginalne, niespotykane w innych ugrupowaniach podziemnych, cechy SW to fraktalna struktura organizacyjna, ograniczająca zagrożenia zewnętrzne, oraz systematyczne działania  kontrwywiadowcze przeciwko Służbie Bezpieczeństwa, służące zresztą również innym organizacjom podziemnym. Finansowo SW wspierała się składkami sympatyków, również zagranicznych, a także sprzedażą kartek i znaczków, druków okolicznościowych oraz kaset magnetofonowych.
SW nawiązywała do tradycji Armii Krajowej, miała podobną przysięgę, własny sztandar i podziemną pocztę. Jej hasło brzmiało „Wolni i Solidarni”, a logo przedstawiało litery SW ułożone w znak kotwicy, symbol nadziei i wierności tradycji Polski Walczącej.
Solidarność Walcząca współpracowała m.in. z Ogólnopolskim Komitetem Oporu Rolników (OKOR, Józef Teliga), Międzyzakładowym Robotniczym Komitetem „Solidarności” (MRKS) oraz PPS-Rewolucja Demokratyczna.

## Historia

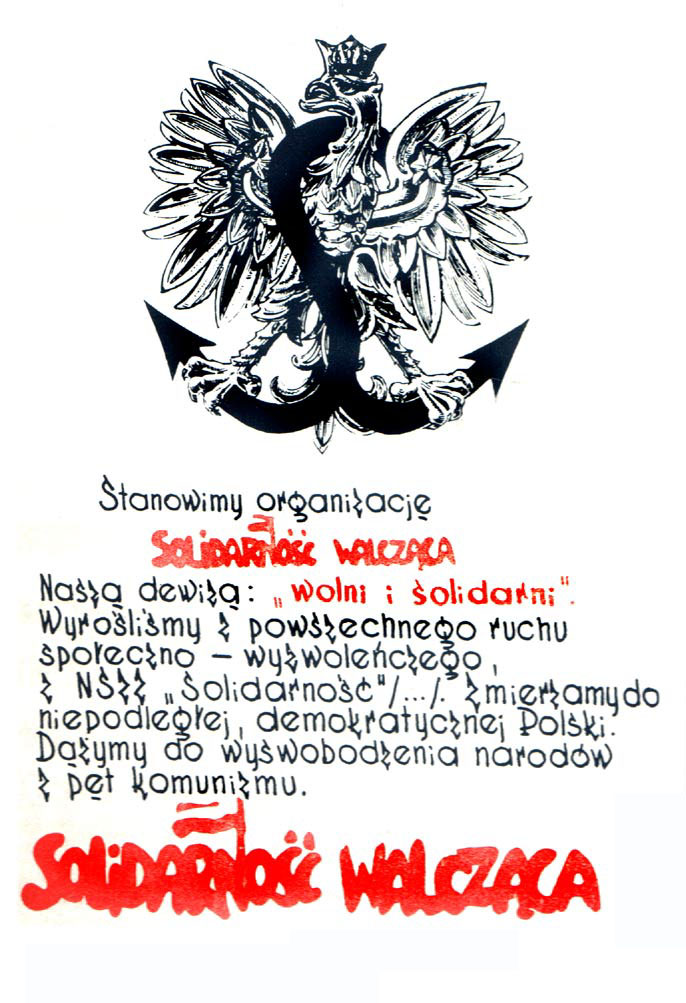
Dewiza Solidarności Walczącej

Solidarność Walczącą powołali we Wrocławiu w czerwcu 1982 działacze stanowiący trzon podziemnego Regionalnego Komitetu Strajkowego „Solidarności”, którzy nie zgadzali się z kierownictwem RKS w sprawie metod i strategii działania.
Pierwszym sukcesem SW były manifestacje 13 i 26 czerwca 1982. Na wezwanie redakcji pisma „Solidarność Walcząca” (wbrew stanowisku RKS) na ulice Wrocławia wyszły tysiące mieszkańców. Demonstracje przekształciły się w wielogodzinne walki uliczne, wznoszono barykady, niejednokrotnie zmuszając oddziały ZOMO do wycofania się. SW była współorganizatorem największej wrocławskiej demonstracji stanu wojennego 31 sierpnia 1982 r. Relacje na żywo z tej demonstracji nadawało Radio SW.
Rola SW w oporze społecznym wzrosła do tego stopnia, że Służba Bezpieczeństwa uznała ją za zagrożenie dla systemu. W sierpniu 1985 roku szef SB gen. Władysław Ciastoń podjął decyzję w sprawie „rozpoznania, rozpracowania i zlikwidowania organizacji Solidarność Walcząca”, angażując w działanie przeciw niej „wszystkie jednostki organizacyjne Służby Bezpieczeństwa”. Ogólnokrajowemu rozpracowaniu SW nadano kryptonim „Ośmiornica”. Była to największa operacja MSW od roku 1981. Mimo zaangażowania dużych sił przez służby specjalne, nie doszło do znaczącego ograniczenia działalności SW. Rozpracowywaniem Solidarności Walczącej zajmowała się również enerdowska STASI w ramach Sprawy Operacyjnego Rozpracowania „Sycylia”. O poszczególnych działaniach była informowana sowiecka KGB.
Po aresztowaniu w październiku 1987 Kornela Morawieckiego funkcję przewodniczącego SW objął Andrzej Kołodziej, a gdy i jego aresztowano – Jadwiga Chmielowska. Codzienną działalnością SW kierowali w tym czasie Andrzej Zarach, Wojciech Myślecki i Zbigniew Jagielłło. W maju 1988 r. Morawiecki i Kołodziej zostali deportowani z Polski. Po odbyciu politycznej podróży do kilku krajów (Wielka Brytania, Francja, Włochy, USA) Morawiecki powrócił nielegalnie do Polski i do podziemia, ponownie obejmując przywództwo SW.
W roku 1989 SW sprzeciwiła się porozumieniu z komunistami, do którego przystąpiła część opozycji w Polsce („okrągły stół”), motywując to racjami moralnymi i politycznymi.
W 1990 spośród działaczy oraz środowiska Solidarności Walczącej powstała Partia Wolności. Kandydat Partii Wolności na prezydenta, Kornel Morawiecki, po zgłoszeniu swej kandydatury nie zebrał wymaganych 100 tys. podpisów. W czasie telewizyjnej kampanii wyborczej przed kamerami telewizyjnymi demonstracyjnie wywrócił okrągły stół.
Formalnie rozwiązanie organizacji nastąpiło w roku 1992. 17 stycznia 2007 r. powołane zostało kombatanckie Stowarzyszenie Solidarność Walcząca.
15 czerwca 2007 roku, 76 czołowych działaczy Solidarności Walczącej zostało odznaczonych przez Prezydenta RP Lecha Kaczyńskiego Krzyżami Odrodzenia Polski.
4 lipca 2009 roku w Wilnie pięciu działaczy Autonomicznego Wydziału Wschodniego Solidarności Walczącej zostało odznaczonych przez Prezydenta Litwy Valdasa Adamkusa Medalem Orderu Za zasługi wobec Litwy (Jadwiga Chmielowska, Tadeusz Markiewicz, Maciej Ruszczyński, Piotr Pacholski, Piotr Hlebowicz).

## Organizacja

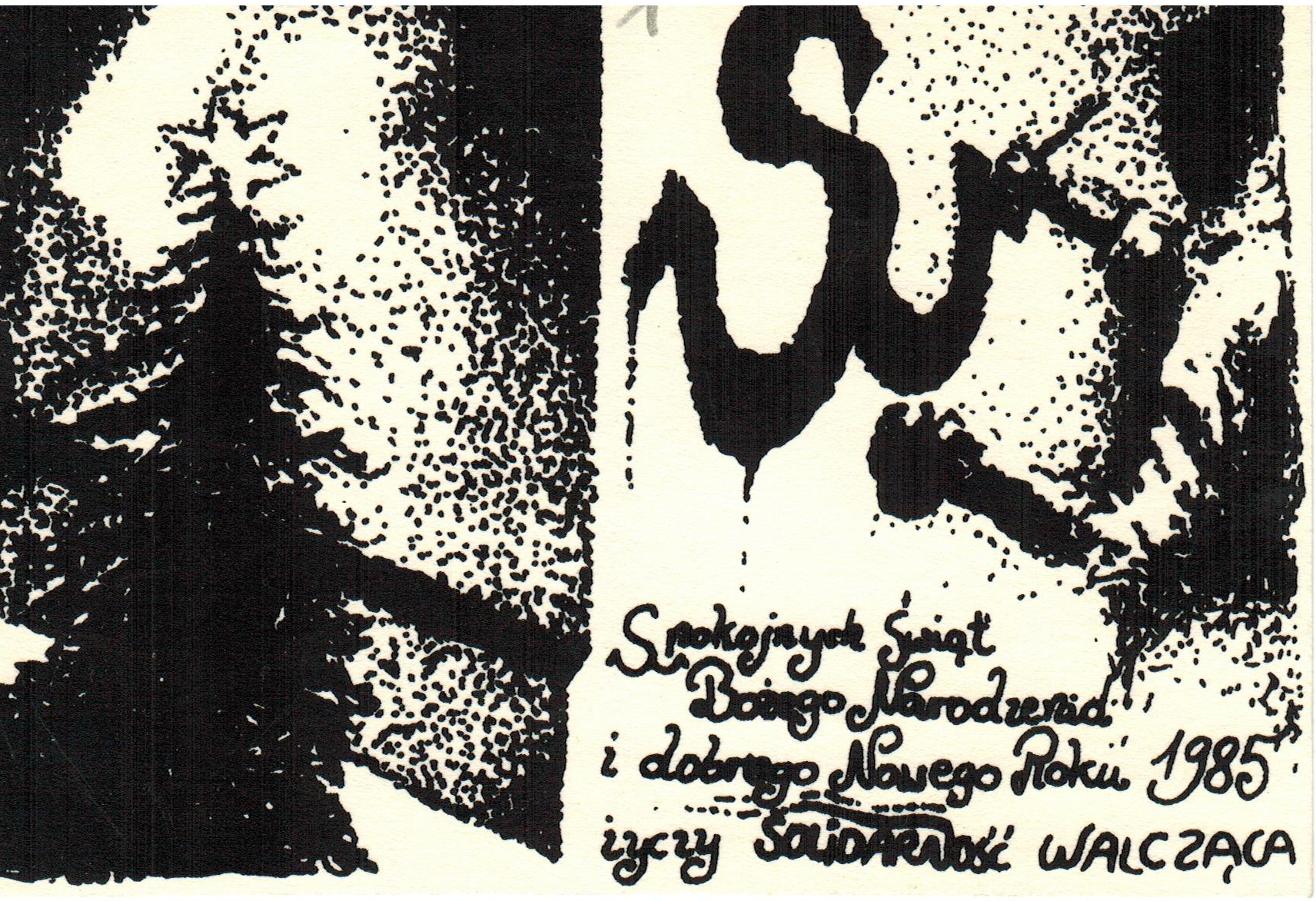
Życzenia SW na Boże Narodzenie 1985

Główną postacią, przewodniczącym i twórcą ideowych założeń SW był Kornel Morawiecki. Do założycieli SW i najbardziej aktywnych działaczy we Wrocławiu należeli: Paweł Falicki, Michał Gabryel, Andrzej Kisielewicz, Maria Koziebrodzka, Romuald Lazarowicz, Piotr Bielawski, Cezariusz Lesisz, Halina Łopuszańska, Hanna Łukowska-Karniej, Zofia Maciejewska, Stanisław Mittek, Andrzej Myc, Wojciech Myślecki, Romuald Nowicki, Zbigniew Oziewicz, Jan Pawłowski, Barbara Sarapuk, Władysław Sidorowicz, Tadeusz Świerczewski, Andrzej Zarach.
Na czele SW stała Rada (skupiająca głównie założycieli) oraz – od 1984 r. – Komitet Wykonawczy.
Spośród kilkunastu oddziałów SW najsilniejsze – obok Wrocławia – były: Poznań, Gdańsk, Rzeszów oraz Górny Śląsk. Czołowi działacze poza Dolnym Śląskiem to Maciej Frankiewicz (Poznań), Marek Czachor, Andrzej Kołodziej, Roman Zwiercan i Ewa Kubasiewicz (Trójmiasto), Sławomir Bugajski (Katowice), Janina Jadwiga Chmielowska (Sosnowiec), Krzysztof Korczak (Szczecin), Antoni Kopaczewski i Janusz Szkutnik (Rzeszów), Seweryn Jaworski, Krzysztof Wolf, Adam Cymborski  i Adam Borowski (Warszawa), Marian Stachniuk i Piotr Hlebowicz (Kraków), Włodzimierz Domagalski-Łabędzki (Łódź). Komórki Solidarności Walczącej istniały także w wielu innych miastach, m.in. w Zgorzelcu, Częstochowie, Jeleniej Górze, Kaliszu, Kielcach, Koninie, Opolu, Wałbrzychu. Poza strukturami regionalnymi SW tworzyła również grupy zakładowe (m.in. w Zakładach Cegielskiego w Poznaniu, Stoczni im. Komuny Paryskiej w Gdyni, Stoczni Gdańskiej, wrocławskich zakładach „Wrozamet” i MPK, Jelczańskich Zakładach Samochodowych, kilku śląskich i wałbrzyskich kopalniach). Organizacja skupiała około 2 tysięcy członków.
Poza Polską Solidarność Walczącą reprezentowali przedstawiciele zagraniczni: Tadeusz Warsza (Wielka Brytania), Andrzej Wirga (Niemcy), Ewa Kubasiewicz (szefowa przedstawicielstw) i Rafał Gan-Ganowicz (Francja), Jerzy Jankowski (Norwegia), Ewa Zając (Szwajcaria), Kazimierz Michalczyk (Berlin Zachodni), Zbigniew Bełz (Kanada), Jarosław Świątek (USA).

## Działalność wydawnicza

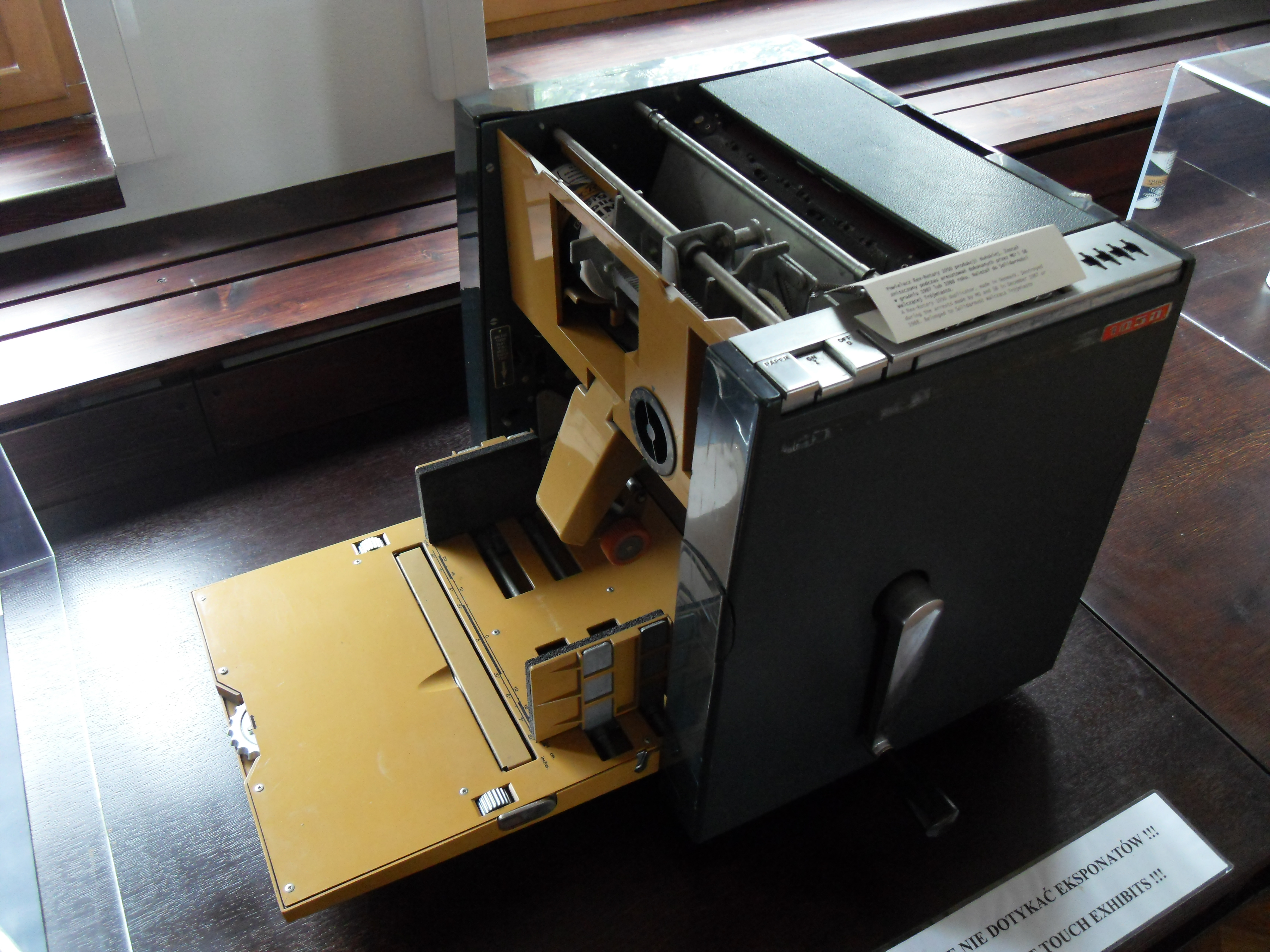
Powielacz Rex-Rotary 1050 produkcji duńskiej. Został zniszczony podczas aresztowań dokonanych przez MO i SB w grudniu 1987 lub 1988 roku. Należał do Solidarności Walczącej Trójmiasto

Solidarność Walcząca wydawała i drukowała liczne broszury i książki oraz 134 periodyki, z których najbardziej znane są „Biuletyn Dolnośląski”, „Solidarność Walcząca”, „Wiadomości Bieżące” „Replika” (Wrocław), „Czas”, „Solidarność Walcząca” (Poznań), „Europa”, „Alternatywa”, „WiS” (Warszawa), „Gencjana” (Jelenia Góra), „Gryf” (Szczecin), „PIK” (Katowice), „Wolność” (Łódź), „Solidarność Zwycięży” (Kraków), „Vade Mecum” (Wrocław-Kraków) oraz „Galicja” (Rzeszów). SW drukowała także pisma innych organizacji podziemnych. W ramach „dywersji ideologicznej” wydawany był przez SW Trójmiasto „Żołnierz Solidarny” (Marek Czachor). Wydawcą wszystkich druków organizacji była Agencja Informacyjna SW (we Wrocławiu kierowała nią Zofia Maciejewska). W latach 1988–1990 AISW wydawała swój miesięczny serwis prasowy, rozprowadzany w kraju i za granicą na dyskietkach komputerowych.
W 1986 roku, SW Oddział Trójmiasto utworzył wydawnictwo książkowe "Petit", które w warunkach konspiracji wydało 17 książek: „Sowietyzacja Ludowego Wojska Polskiego" S. Pitka,  „Dziennik pisany nocą" Gustaw Herling-Grudziński,  „Matka noc" Kurt Vonnegut, „Zbyt głośna samotność" Bohumil Hrabal, „Głos z Gułagu" Olgierd Wołyński, „Wielki blef – rzecz o Gorbaczowie" Konstanty Sanducci, 500 numer „Kultury" paryskiej, „Zaciskanie pięści - rzecz o Solidarności Walczącej" Alfred Znamierowski, „I powraca wiatr" Władimir Bukowski, "Akwarium" Wiktor Suworow, „Koran" po rosyjsku, z przeznaczeniem dla Tatarów krymskich, „KGB" Marek Ciesielczyk, „NSZ" Zbigniew S. Siemaszko, „Kampania Wrześniowa na Polesiu i Wołyniu 17.IX,1939 – 1.X.1939" gen. Wilhelm Orlik-Rückemann, „Kondotierzy" Rafał Gan-Ganowicz, "Polska z oddali – prawda z bliska" Stefan Wysocki, „Diabelska Alternatywa" Frederick Forsyth.
SW wspomagała antykomunistyczne organizacje poza Polską – także w Związku Radzieckim, w szczególności publikując wydawnictwa w językach rosyjskim, ukraińskim, czeskim, wydawała też po rosyjsku ulotki adresowane do żołnierzy sowieckich stacjonujących w Polsce.
Od momentu powstania do 1989 SW, jako jedyna organizacja podziemna w Polsce, nadawała każdego tygodnia audycje własnego radia we Wrocławiu, a także sporadycznie w Warszawie, Trójmieście, Poznaniu, Rzeszowie, Zakopanem.

## Grupy autonomiczne
W ramach SW działały również grupy o różnym stopniu autonomii, np. Agencja Fotograficzna „Dementi” (od 1983 poza SW), Robotnicze Wydawnictwo „Feniks”, Agencja Fotograficzna SW, warszawskie Grupy Wykonawcze, Grupa „Alternatywa”, Grupa „Horyzont”.
W latach 1988–1992 działacze i współpracownicy Autonomicznego Wydziału Wschodniego SW – m.in. Leszek Bednarczuk, Marek Biesiada, Selim Chazbijewicz, Jadwiga Chmielowska (współprzewodnicząca), Karol Gwoździewicz, Piotr Hlebowicz (współprzewodniczący), Józef Janiszewski, Lech Jęczmyk, Janusz Kamocki, Tadeusz Markiewicz, Kazimierz Michalczyk, Wioletta i Lech Osiakowie, Piotr Pacholski, Maciej Ruszczyński, Sebastian Rybarczyk, Wojciech Stando, Roman Zaleski – udzielali znaczącej pomocy sprzętowej, materiałowej i szkoleniowej (także informacyjnej i politycznej) działaczom niepodległościowym Litwy, Łotwy, Estonii, Ukrainy, Białorusi, a także Mołdawii, Gruzji, Kazachstanu, Armenii, Azerbejdżanu, Uzbekistanu, Rosji. Z Wydziałem Wschodnim SW współpracowali rosyjscy emigranci na Zachodzie, m.in. Natalja Gorbaniewska (Paryż) i Władimir Bukowski (Londyn). Działalność Wydziału wspierał amerykański Instytut na rzecz Demokracji w Europie Wschodniej (Irena Lasota). Książki w języku rosyjskim, angielskim, ukraińskim przemycane przez Wydział Wschodni SW do ZSRR były przywożone do Polski z Londynu (Nina Karsov) i Sztokholmu (Józef Lebenbaum) via Berlin Zachodni (Kazimierz Michalczyk).
Grupy Wykonawcze Solidarności Walczącej to podziemna komórka oddziału warszawskiego SW powstała na początku 1986 w podwarszawskich Łomiankach. GW zostały utworzone z inicjatywy działaczy SW związanych z pismem „Alternatywa”: Adama Cymborskiego, Tomasza Szostka i Jacka Guzowskiego.
Podstawowymi działaniami Grup Wykonawczych Solidarności Walczącej było prowadzenie akcji ulotkowych, wywieszanie transparentów, malowanie niepodległościowych haseł oraz ochrona uczestników demonstracji i wieców. Trzon grupy tworzyło dziesięć zaprzysiężonych osób, które dowodziły 4-6 osobowymi podgrupami. Wyznaczaniem zadań dla poszczególnych sekcji zajmował się Jacek Guzowski. Grupy Wykonawcze wydawały pisma: „Warszawski Biuletyn Uliczny” oraz „WIS”.
Koncepcje działania Solidarności Walczącej podzielała powstała w połowie lat 80. Federacja Młodzieży Walczącej, aktywna zwłaszcza w Gdańsku i Wrocławiu.

## Program Solidarności Walczącej
Solidarność Walcząca działała w oparciu o Program Organizacji Solidarności Walczącej tworzony od 1982, którego najpełniejsza wersja ukazała się w 1987. Od momentu powstania w swoim programie głosiła całkowity upadek komunizmu, niepodległość Polski i innych narodów zniewolonych przez komunizm, niepodległość republik radzieckich, zjednoczenie Niemiec przy zachowaniu narzuconych jałtańskim porządkiem granic powojennych. Proponując wizję Polski po upadku komunizmu, Solidarność Walcząca podkreślała potrzebę solidaryzmu społecznego i samorządności oraz odwoływała się do wartości wynikających z nauczania Kościoła katolickiego.

## Krzyż Solidarności Walczącej
Odznaka pamiątkowa wprowadzona 16 kwietnia 2010 przez Przewodniczącego Solidarności Walczącej Kornela Morawieckiego dla upamiętnienia wysiłku członków i współpracowników organizacji w latach 1982–1991 oraz osób szczególnie zasłużonych w walce o „Wolność i Solidarność między ludźmi i narodami”. Nadawany jest działaczom i współpracownikom Solidarności Walczącej.
Kapituła Krzyża Solidarności Walczącej liczyła 29 osób powołanych jednorazowo przez Przewodniczącego Solidarności Walczącej, Kornela Morawieckiego. Krzyż nadawany jest w Polsce. Jego nadawanie zostanie uznane za zakończone z chwilą, gdy zostanie przy życiu mniej niż trzech członków Kapituły Krzyża. Autorką projektu Krzyża Solidarności Walczącej jest artystka-rzeźbiarka, Ludwika Ogorzelec, która także była zaprzysiężonym członkiem Solidarności Walczącej od początku jej istnienia w 1982 we Wrocławiu.

## Filmy i książki
- Film „25 lat później…”, realizacja Tomasz Jaworski, Agencja Produkcji Audycji Telewizyjnych dla Redakcji Publicystyki Program 1 TVP SA, 2007.
- „Głową mur przebijesz. Solidarność Walcząca”, scenariusz i reżyseria Leszek Furman, Grażyna Ogrodowska, 45 min. 2007.
- „Pod prąd” – Ewa Kubasiewicz-Houée, Jerzy Zalewski.
- „Pod Prąd” – Jadwiga Chmielowska, Jerzy Zalewski[44].
- Film Zbysława Kaczmarka „Wolni i Solidarni” o poznańskiej SW, 2012, Wydawca: Instytut Pamięci Narodowej – Komisja Ścigania Zbrodni przeciwko Narodowi Polskiemu.
- W grudniu 2016 premierę miał film Pawła Przewoźnego o Solidarności Walczącej[45]: „SW-Historia Solidarności Walczącej”[46].
- Igor Janke, Twierdza. Solidarność Walcząca – podziemna armia. Wielka Litera, Warszawa 2015, ISBN 978-83-64142-65-9.
- Igor Janke, Tvrz: Bojující Solidarita – podzemní armada. Edice Moderni Dejiny, Praha 2016, ISBN 978-80-905942-5-8.
- Alfred Znamierowski, Niezłomni. Solidarność Walcząca.Editions Spotkania, Warszawa 2016, ISBN 978-83-796522-8-0.

W latach 2016–2017 r. w ramach uczczenia obchodów jubileuszu 35-lecia SW zainicjowano we Wrocławiu serię wydawniczą „Z historii Solidarności Walczącej” (Wydawnictwo Lena) w ramach której wydano:
1. Hanna Labrenz-Weiss, Operativer Vorgang „Sizilien” – operacyjne rozpracowanie „Solidarności Walczącej” przez SB, Stasi i KGB w świetle dokumentów wschodnioniemieckiej policji politycznej, Wrocław 2016.
2. Norbert Wójtowicz, Współpraca Organizacji „Wolna Polska” i Grupy Logistycznego wsparcia Podziemia za Stuttgartu z Solidarnością Walczącą, Wrocław 2017.
3. Zbigniew Rutkowski, Uwolnić Kornela Morawieckiego!, Wrocław 2017.